# Rivalta Scrivia
Rivalta Scrivia è una frazione del comune di Tortona nella provincia di Alessandria, in Piemonte. Si trova sulla sponda sinistra del torrente Scrivia, lungo la strada che collega Novi Ligure a Tortona.
In epoca romana nella zona dove ore sorge il paese che ci fosse l'incrocio fra la Via Aemilia Scauri, che metteva in comunicazione Vada Sabatia con Dertona, con la via Postumia, ma in epoca medievale il territorio era ricoperto di fitti boschi e, nonostante la vicinanza di un corso d'acqua, l'agricoltura non era sviluppata e non esistevano centri abitati di rilievo. Tuttavia nell'XI secolo era già sorto un
oratorio dedicato a San Giovanni, citato in un documento del 1151 che attesta la donazione da parte di Guglielmo, vescovo di Tortona dal 1134 al 1151, di un terreno dove alcuni monaci, con a capo un priore di nome Bartolomeo, avevano appunto edificato la succitata chiesa e nei dintorni sorgeva un castello, all'epoca appartenente ad Ascherio, probabilmente membro degli Ascheri, famiglia di Castelnuovo Scrivia.

## L'abbazia di Santa Maria
La presenza dello Scrivia, della chiesetta e del proprio castello furono quindi i motivi che, a partire dal 1137, spinsero Ascherio, già priore del monastero di Santa Giustina di Sezzè, a scegliere questa località per la fondazione della nuova abbazia cistertense di Santa Maria, che nel corso dei secoli influenzò non solo la vita del paese ma anche di vasti territori circostanti.
Nel giro di pochi anni l'abbazia conobbe un notevole sviluppo, favorita anche dal contesto storico che vide un notevole indebolimento di Tortona, che nel 1155 venne distrutta dopo l'assedio mossogli contro da Federico Barbarossa in quanto alleata del comune di Milano nel corso della guerra contro la Lega lombarda. Nello stesso Ascherio ricevette il titolo di abate, l'abbazia estese i propri possedimenti e nel 1180 entrò a far parte dell'ordine cistercense alle dipendenze dell'Abbazia di Lucedio, con l'arrivo di Folco, abate di Lucedio, che nominò Pietro nuovo abate di Santa Maria di Rivalta, concorde con Oberto, vescovo di Tortona, che aveva richiesto di facere ecclesiam de Ripa alta abbatiam del proprio ordine e di rispettare i diritti della chiesa tortonese
. Nello stesso anno Ascherio lasciò l'abbazia per trasferirsi in Lomellina, non lontano dal fiume Po, dove fondò l'Abbazia di Santa Maria di Acqualunga, nel territorio ora appartenente al comune di Frascarolo, nei pressi di Pavia, per poi tornare a Rivalta Scrivia, dove morì nel 1185, lasciando scritto nel proprio testamento che la nuova abbazia era alla dipendenze di quella di Santa Maria di Rivalta.
Attorno alla metà del secolo successivo, intorno al 1260, il complesso abbaziale era sostanzialmente completato, l'abbazia aveva alle dipenze oltre all'abbazia lomellina anche di quella di Santa Maria al Porale, vasti terreni agricoli e gestiva numerose grange. Ben presto però, complici i vari eventi storici e le epidemie di peste, iniziò il declino che portò prima alla concessione in commenda nel 1478 Guidone de Torelli, chierico parmense, da papa Sisto IV e poi nel 1538, su ordine di papa Paolo III l'unione alla Congregazione cassinese di Santa Giustina, con cessione delle proprietà all'San Nicolò del Boschetto di Genova. Nel corso del XVII secolo, dopo numerosi cambi di proprietario, tra cui si ricordano nel 1546 Adamo Centurione, potente marchese genovese, e poi nel 1653 Agostino Arioli che demolì parte dell'abbazia, utilizzandone in parte le macerie per edificare una propria residenza. Inevitabile infine nel 1810 la soppressione come abbazia in seguito alla secolarizzazione dei beni ecclesiastici durante il dominio napoleonico in Italia.
Nel corso dell'età moderna il territorio del Tortonese e di conseguenza quello di Rivalta Scrivia furono teatri di varie guerre, degno di nota l'episodio che si svolse nel 
1799 quando, durante la guerra della Seconda coalizione, nei pressi del paese si erano accampate le riserve dell'armata della coalizione austrorussa che poi combatterono contro Napoleone nella Battaglia di Novi.
La stazione ferroviaria, fermata sulla linea ferroviaria Tortona-Novi Ligure aperta nel 1857, venne inaugurata nel 1908.
Negli anni 1960 Rivalta Scrivia venne scelta per la realizzazione dell'Interporto che venne costruito per decongestiare il Porto di Genova dalla crescita del traffico merci dovuto al boom economico di quegli anni, scelta dovuta alla disponibilita' di superficie, alla relativa vicinanza a Genova ed ai buoni collegamenti ferroviari ed autostradali, in particolare Strada statale 10 Padana Inferiore, dalla Strada statale 35 dei Giovi, ma soprattutto i caselli autostradali dell'Autostrada A7 Milano-Genova e dell'Autostrada A21 Torino-Piacenza-Brescia.
Nel paese ha sede la sezione di ricerca e sviluppo della multinazionale Mossi & Ghisolfi, operante nel settore chimico.